# Supersypnoides kirbyi
Supersypnoides kirbyi là một loài bướm đêm trong họ Noctuidae.